# Лудолф фон Олденбург-Алтбруххаузен
Лудолф фон Олденбург-Алтбруххаузен също Лудолф фон Олденбург-Вилдесхаузен и Бруххаузен (на немски: Ludolf von Oldenburg-Altbruchhausen; Ludolf von Oldenburg-Wildeshausen und Bruchhausen; * пр. 1241; † сл. 24 юли 1278, замък Алтбруххаузен) от клона Вилдесхаузен на фамилията Олденбург е от 1241 до 1259 г. граф на Бруххаузен и от ок. 1259 до 1278 г. граф на Алтбруххаузен, и фогт на Басум.

## Биография
Той е вторият син на граф Хайнрих III фон Олденбург-Бруххаузен († 1234, убит в битка при Алтенеш) и съпругата му Ермтруд фон Шотен-Бреда (de Schodis, † сл. 1234), дъщеря на граф Хайнрих II фон Бреда. Внук е на Хайнрих II фон Олденбург-Вилдесхаузен († 1199) и племенник на Вилбранд († 1233), епископ на Падерборн (1211 – 1233) и Утрехт (1227 – 1233). Брат е на граф Хайнрих V († сл. 1278), Бурхард († сл. 1262), свещеник във Ферден, и Вилбранд († сл. 1241).
Докато са малолетни опекун на двамата братя Лудолф и Хайнрих V е братовчед им Хайнрих IV фон Олденбург-Вилдесхаузен († 1271). През 1241 г. братята Лудолф и Хайнрих издават самостоятелно документи. Те живеят дълго заедно в замък Алтбруххаузен. Около 1259 г. господството Вилдесхаузен е разделено от братята. Хайнрих става граф на Нойбруххаузен, Лудолф получава Алтбруххаузен. Около 1260 г. Хайнрих се мести в построения от него замък Нойбруххаузен.
Лудолф помага ок. 1270 г. на неуспешното министериал-въстание на рицар Роберт фон Вестерхолт против роднината на Лудолф, граф Кристиан III фон Олденбург.
Линията на графовете фон Алтбруххаузен изчезва през средата на 14 век с внукът му граф Ото, който през 1335 г. вероятно се отказва от управлението. Алтбруххаузен и Нойбруххаузен отиват през 14 век на графовете на Хоя.

## Фамилия
Лудолф фон Олденбург-Алтбруххаузен се жени за графиня Хедвиг фон Вьолпе († сл. 24 юли 1278), дъщеря на граф Конрад II фон Вьолпе († 1255/1257) и Салома фон Лимер. Те основават линията Алтбруххаузен на династията Олденбург. Те имат две деца:
- Хилдебалд I (* 1270; † сл. 8 септември 1310), граф на Олденбург-Алтбруххаузен, женен за графиня София фон Равенсберг (* пр. 1276; † сл. 1328)
- Бурхард фон Олденбург-Алтбруххаузен († сл. 1296/11 март 1300), каноник в катедралата на Магдебург (1300), каноник в катедралата на Бремен (1296)